# Бортињони (Виченца)
Бортињони је насеље у Италији у округу Виченца, региону Венето.
Према процени из 2011. у насељу је живело 377 становника. Насеље се налази на надморској висини од 109 м.